# Mitologia pasquense
Il termine mitologia pasquense si riferisce alla mitologia dei Rapa Nui, la popolazione aborigena dell'Isola di Pasqua, situata nell'oceano Pacifico orientale, a quasi quattromila chilometri in linea d'aria dalle coste del Cile.
La mitologia pasquense presenta particolari caratteristiche, probabilmente grazie al forte isolamento geografico dell'isola, la più remota della Polinesia. I popoli pasquensi hanno nel tempo sviluppato cosmogonie molto singolari e vicine alla realtà locale dell'Isola di Pasqua. 

## Personaggi mitologici

### Hotu Matu'a
Secondo la mitologia Rapa Nui, Hotu Matu'a fu il leggendario primo colono e ariki mau ("capo supremo" o "re") dell'Isola di Pasqua. Hotu Matu'a e il suo gruppo colonizzatore di due canoe (o una canoa a doppio scafo) erano polinesiani della terra ora sconosciuta di Hiva (probabilmente l'isola di Tahiti). Sbarcarono sulla spiaggia di Anakena e la sua gente si sparse in tutta l'isola, la suddivise tra clan che rivendicavano la discendenza dai suoi figli e vissero per più di mille anni nella loro isola isolata sulla punta sud-orientale del Triangolo Polinesiano fino all'arrivo del capitano olandese Jacob Roggeveen, che arrivò sull'isola nel 1722.
La leggenda vuole che quest'uomo fosse il capo di una tribù che viveva su Marae Renga. Si dice che il Marae Renga sia esistito in un luogo conosciuto come la " regione di Hiva ". Alcuni libri suggeriscono che la regione di Hiva fosse un'area delle Isole Marchesi, ma oggi si ritiene che la terra ancestrale degli isolani di Pasqua sarebbe stata situata nella zona interculturale di Pitcairn Mangareva. Alcune versioni della storia affermano che i conflitti interni hanno spinto Hotu Matuꞌa a navigare con la sua tribù per una nuova terra, mentre altri dicono che un disastro naturale, forse un maremoto, ha causato la fuga della tribù.

#### Figli di Hotu Matu'a
Poco prima della morte di Hotu Matuꞌa, l'isola fu data ai suoi figli, che formarono otto clan principali. Inoltre, furono formati quattro clan più piccoli e meno importanti.
1. Tuꞌu Maheke : il figlio primogenito di Hotu. Ha ricevuto le terre tra Anakena e Maunga Tea-Tea.
2. Miru : ha ricevuto le terre tra Anakena e Hanga Roa.
3. Marama : ha ricevuto le terre tra Anakena e Rano Raraku. Avere accesso alla cava di Rano Raraku si è rivelato estremamente utile per coloro che vivono nelle terre di Marama. La cava divenne ben presto la principale fonte dell'isola di tufo utilizzato nella costruzione dei Moai (grandi statue di pietra). In effetti, il 95% dei moai è stato realizzato a Rano Raraku. [4]
4. Raa si stabilì a nord-ovest di Maunga Tea-Tea.
5. Koro Orongo fece un accordo tra Akahanga e Rano Raraku.
6. A Hotu Iti fu assegnata l'intera parte orientale dell'isola.
7. e 8. Tupahotu e Ngaure rimasero con le restanti parti dell'isola.

### Tuꞌu ko Iho
ha co-fondato l'insediamento sull'isola. Non solo lo fece, ma come afferma il libro di Fischer, una leggenda dice che "portò le statue sull'isola e le fece camminare".

### MakeMake

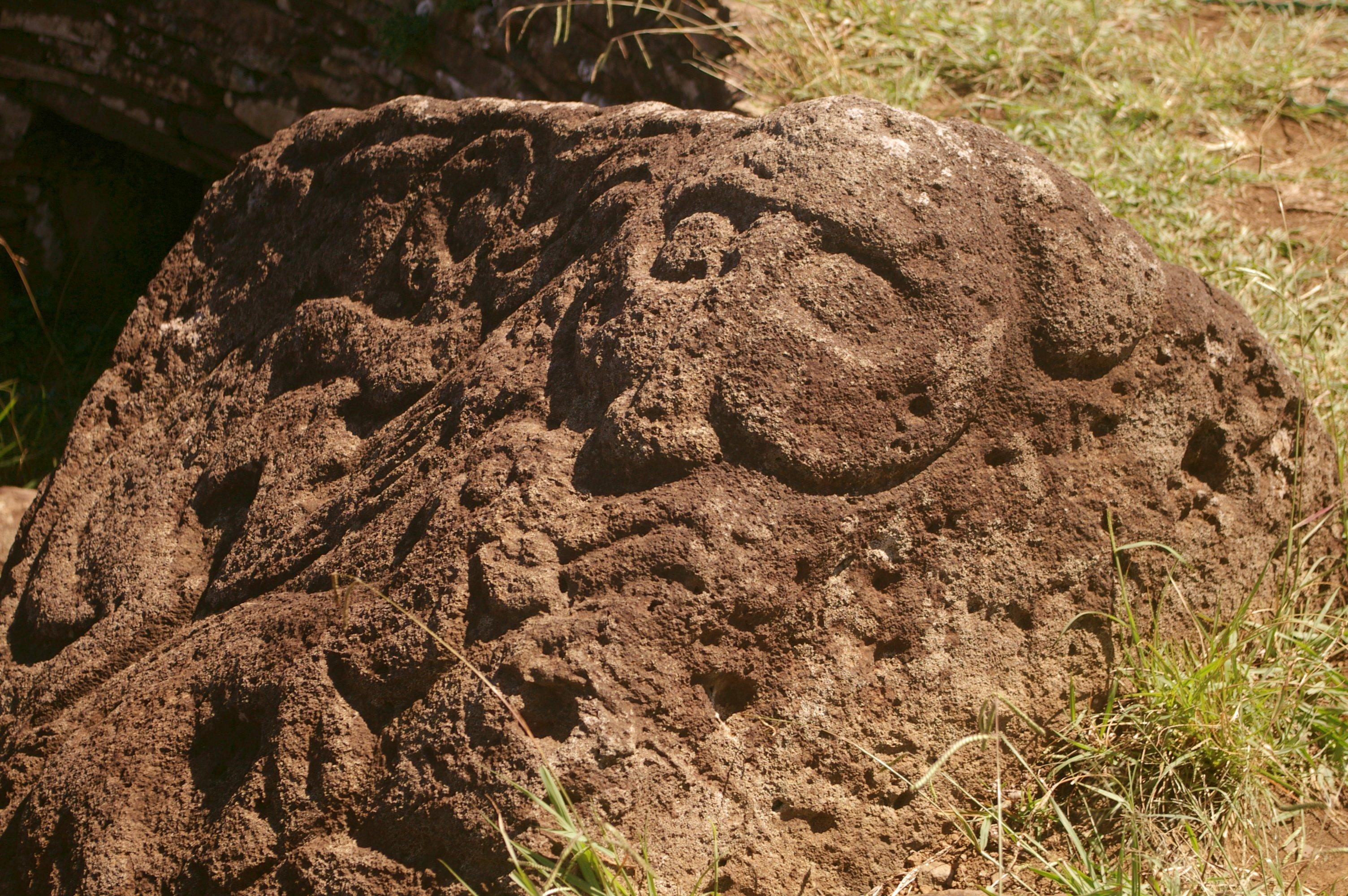
Make Make Con Due uccelli (tangata manu)

Makemake (scritto anche come Make-make ; pronunciato [ˈMakeˈmake] in Rapa Nui) nella mitologia Rapa Nui dell'Isola di Pasqua, è il creatore dell'umanità , il dio della fertilità e il dio principale del "Tangata manu" ossia degli uomini-uccelli (questa setta è succeduta probabilmente alla era Moai). Sembrava essere la forma locale, o il nome, dell'antico dio polinesiano Tane. Non aveva moglie.
Makemake, come un viso con grandi occhi o forse un teschio con grandi orbite, è un soggetto frequente dei petroglifi di Rapa Nui.
Al suo nome è dedicato il pianeta nano Makemake, tecnicamente un oggetto transnettuniano.

#### Compagni di MakeMake
Il principale compagno di Makemake era Haua. 
"La formula che accompagna un'offerta a Makemake include sempre Haua che appare nel mito come il compagno del dio."

##### Discendenti
I discendenti di Makemake erano Tive, Rorai, Hova e "la nobildonna Arangi-kote-kote".

### Uoke
Uoke è una divinità tettonica e distruttrice nella mitologia di Rapa Nui. Secondo la vecchia storia, Uoke era in grado di sollevare e affondare in grandi terre marine, usando un'enorme leva.

### Aku-Aku

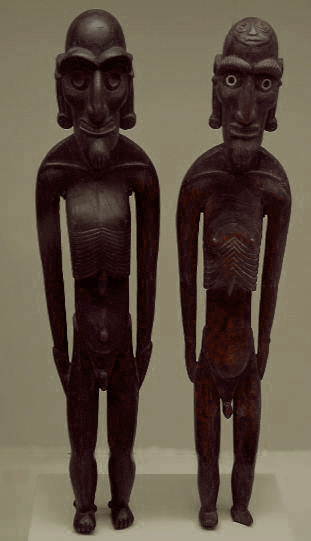
I moai "kavakava", rappresentazione degli spiriti (in questo caso maligni) dei Aku-Aku

Gli Aku-Aku ("Diavolo", "Fantasma" o "Spirito"), noti anche come Aku , Akuaku o Varua , sono spiriti umanoidi nella mitologia di Rapa Nui dell'Isola di Pasqua.
Gli Aku-Aku sono spiriti dei morti, ma non sono immortali e possono essere eliminati. Possono essere di entrambi i sessi e diversi Aku-Aku sono associati a particolari aree dell'Isola di Pasqua. Alcuni Aku-Aku sono deificati. Originariamente arrivarono sull'isola con Hotu Matuꞌa, il leggendario primo colono dell'isola di Pasqua. Il gruppo originale di Aku-Aku che arrivò con Hotu Matueda contava circa 90, ed era generalmente di natura cannibalista. 
Gli isolani che potevano comunicare con Aku-Aku sono conosciuti come koromaké o iva-atua . C'erano storie di iva-atua che venivano impiegate per sbarazzarsi di Aku-Aku particolarmente violenti. Aku-Aku non era particolarmente adorato, ma venivano riconosciuti prima che venisse consumato un pasto. Si diceva che gli Aku-Aku vivessero dell'aroma di un pasto. Un Aku-Aku "ben nutrito" e amichevole parteciperebbe alle faccende domestiche per una famiglia. Quando si entra nelle grotte, che si pensava fossero le loro case, si possono eseguire rituali cerimoniali come l'umu tahu per allontanare la sfortuna.

#### Tipi di Aku-Aku
- Uka-o-hoheru, femmina, che ha sposato il mortale Tupahotu

- Kava-ara e Kava-tua, femmine, che catturarono il mortale Uré-a-hohové finché non fu salvato da un altro vecchio Aku-Aku
- Mata-wara-ware e Papai-a-taki-vera, marito e moglie, che catturano le anime umane di notte che porterebbero alla loro morte
- Due Aku-Aku che furono visitati da Tu'u Koihu, figlio di Hotu Matuꞌa

### Manana Take
Era la consorte di Era Nuku.
Manana Take viveva in cielo.  una volta visitava la terra a forma di pesce, che fu dato al re per le sue dimensioni e bellezza. Riconoscendo la divinità nel pesce, a tutti i monarchi fu successivamente proibito di nuotare nel mare.

### Hina-Oio
Hina-Oio è una dea degli animali marini nella mitologia dell'isola di Pasqua. Era sposata con Atua-Metua e rappresentava la madre di tutti gli animali del mare.

Hina è una figura divina comune in tutta la narrativa polinesiana, con varianti prominenti trovate anche nella mitologia Maori, nella mitologia samoana e nella religione hawaiana. Il canto della creazione del popolo Rapa Nui dell'Isola di Pasqua fa riferimento due volte a Hina-Oio nel seguente passaggio:
Huru-au ki ai ki roto Hina-oio,
ka pu te moa.
A Hikua ki ai ki roto Hina-oio,
ka pu te uraura.
in italiano:
La piuma si accoppiò con Hina-oio, creando il pollo

La Coda si accoppiò con Hina-oio creando il gambero
Questo brano è stato cantato a memoria da un vecchio di nome Ure-vai-ko a William Thomson, un americano in una spedizione Smithsonian del 1886 all'Isola di Pasqua. Il canto è stato scritto in rongorongo su tavolette, che Ure-vai-ko si è rifiutato di leggere per motivi religiosi. Tuttavia, sotto l'influenza dell'alcol, accettò di recitare le storie e i canti sulle tavolette dalle fotografie che erano state fatte dalla spedizione di Thomson.

### Haua
Haua o Haua tuꞌu taketake, noto anche come il 'capo delle uova', è stato il compagno del dio creatore Makemake di Isola di Pasqua. Poco si sa di lui, o di qualsiasi aspetto della religione indigena sull'isola, ma a loro due sono state fatte preghiere prima di mangiare. Sua moglie era vîꞌe Hoa.
Sono stati conservati solo pochi dettagli di Haua. Insieme a Makemake, era al centro della setta Tangata Manu dell'isola. Lui e Makemake avevano rimosso gli uccelli marini nidificanti negli isolotti al largo di Motu Nui ('grande isolotto') e Motu Iti ('piccolo isolotto'), perché le persone stavano mangiando tutte le loro uova, e hanno stabilito la setta "Birdman" attraverso una sacerdotessa che si è imbattuta loro.
Haua e Makemake hanno incaricato la sacerdotessa di dire agli abitanti Rapa Nui che prima di mangiare, quando hanno preso il cibo dal forno, avrebbero dovuto mettere da parte una porzione per i due dei e dire "Prendi per Haua, per Makemake!" ( Ka toꞌo ma Haua, ma Makemake).

### Era Nuku
il dio delle piume e dell'agricoltura.

## Culti

### Moai

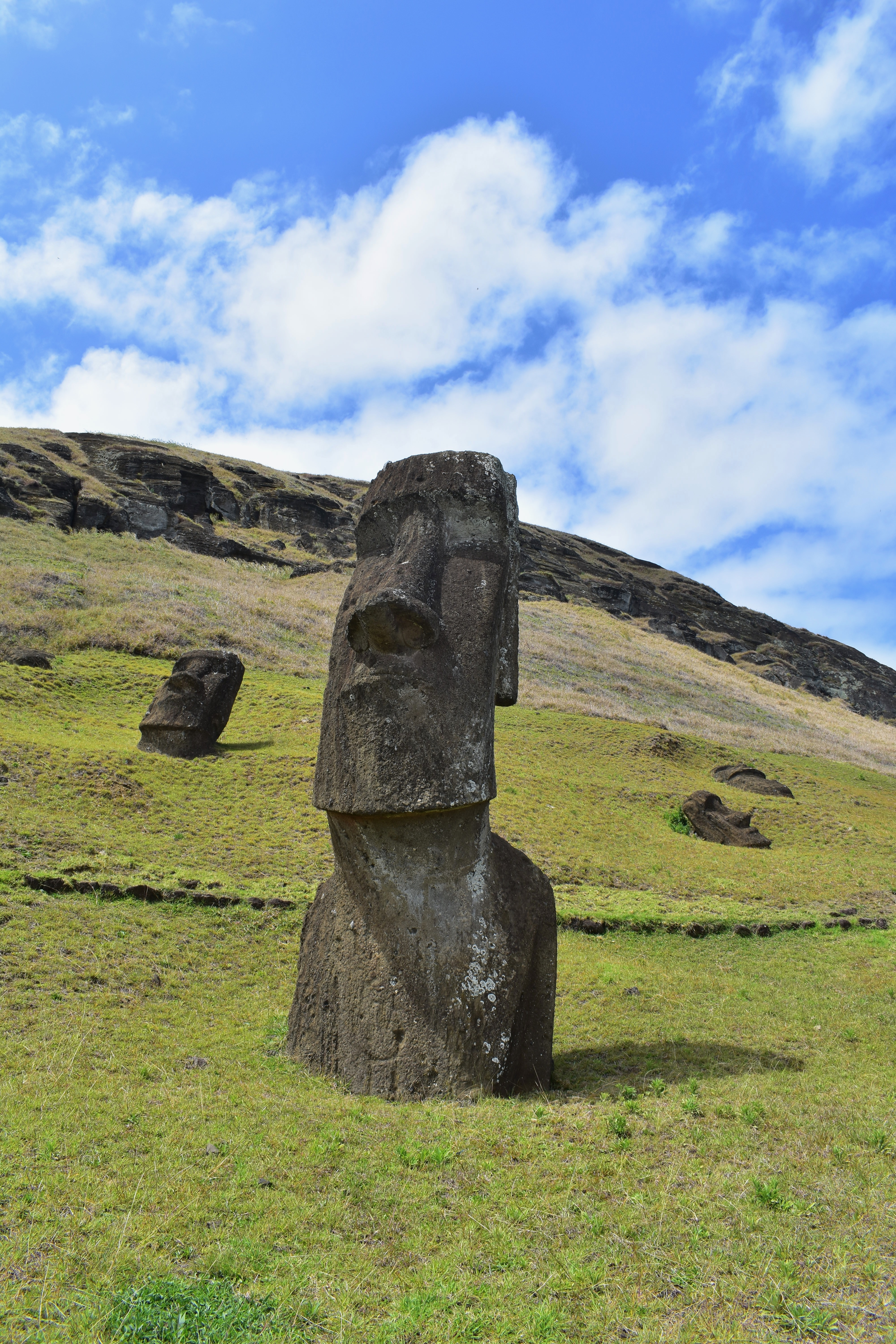
Un moai a Rano Raraku

L'elemento più visibile nella cultura era la produzione di enormi statue chiamate moai che rappresentavano antenati divinizzati. Si credeva che i vivi avessero una relazione simbiotica con i morti in cui i morti fornivano tutto ciò di cui i vivi avevano bisogno (salute, fertilità della terra e degli animali, fortuna ecc.) E le offerte viventi fornivano ai morti un posto migliore nello "spirito mondo". La maggior parte degli insediamenti si trovava sulla costa e lungo la costa furono eretti moai, sorvegliando i loro discendenti negli insediamenti prima di loro, con le spalle rivolte al mondo degli spiriti nel mare.

### Tangata Manu

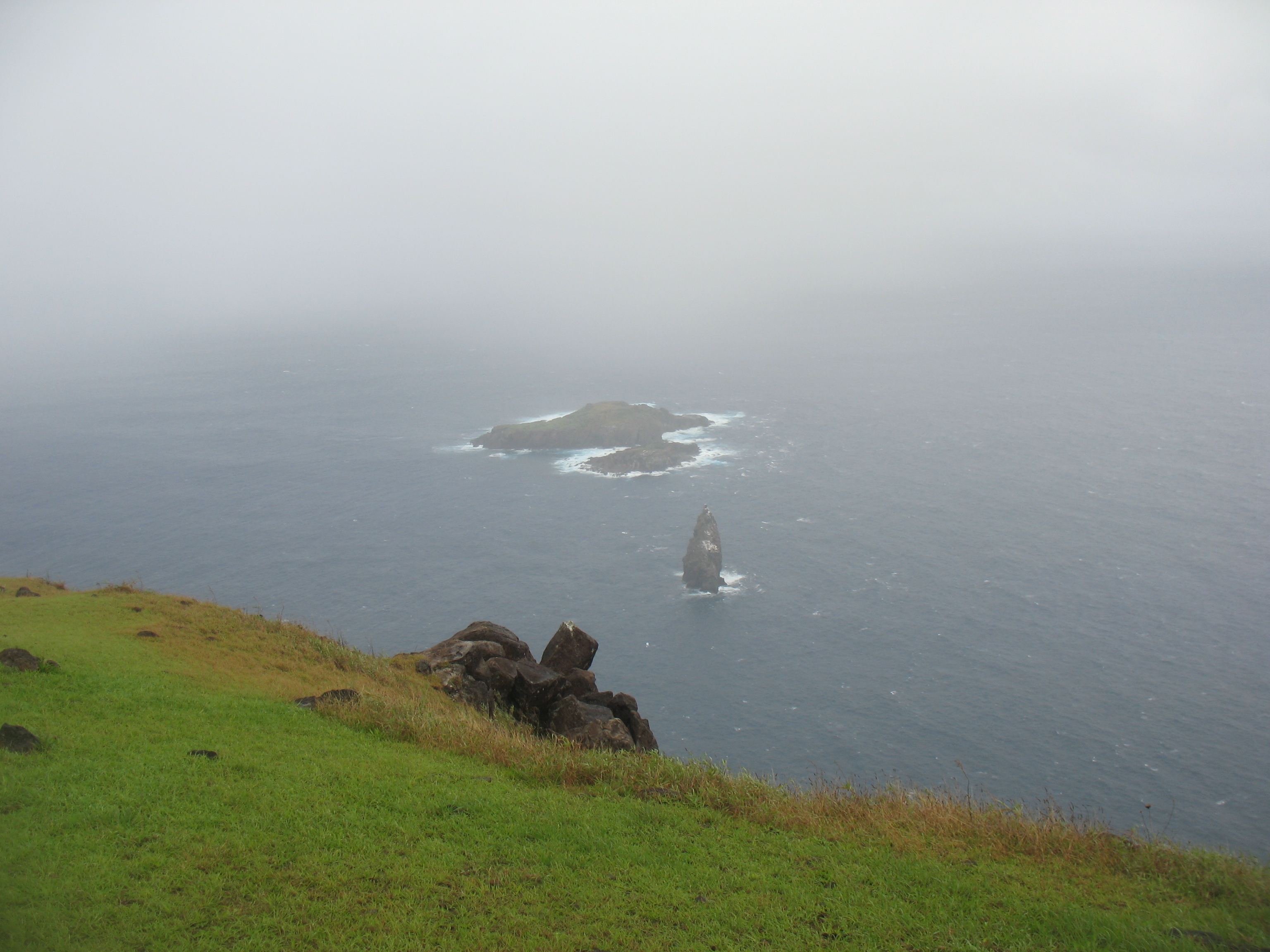
Motu Nui e Motu Iti, le isole del Tangata Manu

Il Tangata manu o culto dell'uomo-uccello succedette all'era Moai dell'isola quando scoppiò la guerra per la diminuzione delle risorse naturali e la costruzione di statue si fermò. La divinità Make-make era il dio principale del culto degli uomini uccelli. Il culto è diminuito dopo che la popolazione dell'isola ha adottato il cattolicesimo, sebbene la popolarità e la memoria degli uomini uccelli non siano state cancellate ed è ancora presente nella decorazione della chiesa dell'isola.

## Miti e Leggende
Le leggende dell'isola sono spesso incoerenti e incerte in quanto erano leggende tramandate vocalmente da generazione in generazione, ciò comportava una modifica alla storia stessa

### Leggenda dei sacerdoti (ivi atua)
Una leggenda dell'Isola di Pasqua narra che giunsero dal cielo degli uomini uccello, probabilmente così definiti non per le loro sembianze, ma perché potevano volare. Il loro capo si chiamava Makemake: la sua immagine è stata scolpita su alcune rocce presenti sull'isola. I colossi di pietra si muovevano da sé grazie a una forza misteriosa che solo due sacerdoti controllavano; un giorno i due sacerdoti scomparvero e da lì il lavoro di costruzione delle statue fu sospeso, ed è per questo che sono rimaste una schiera di statue incompiute. 

### Leggenda di MakeMake
Secondo la leggenda, Make-Make , dopo aver creato la Terra, si sentì solo e pensò che mancasse qualcosa. Prese una bacinella piena d'acqua e guardò il suo riflesso al suo interno, in quel momento un uccellino si posò sulla sua spalla e Make-Make rimase stupito dai loro riflessi fusi, decise così di crearci facendo il suo primogenito.
Ma Make-Make non era soddisfatto e voleva creare un essere come lui, che potesse pensare e parlare. Il suo primo tentativo è stato di fertilizzare alcuni toni, ma non ha avuto successo. Quindi, ha fertilizzato l'acqua e il mare si è riempito di pesce. Infine, ha fertilizzato la terra di argilla rossa e da essa ha fatto un uomo. Ma l'uomo era solo, così lo fece addormentare e dalla sua costola creò la donna.
Fu Make-Make, in collaborazione con il dio Haua, a portare gli uccelli (manutaras) sugli isolotti (motus) di fronte al vulcano Rano Kau per creare il culto Tangata Manu o "Birdman" .

### Leggenda della scoperta

#### Prima versione
Hau-Maka aveva un sogno in cui il suo spirito viaggiava in un paese lontano, per aiutare a cercare una nuova terra per il re Hotu Matuꞌa. Ha viaggiato al Mata ki te rangi ("Occhi che guardano al cielo"). L'isola è stata anche chiamata Te pito o te henua , che significa "ombelico del mondo" oppure Te Pito ꞌo te Kāinga (centro della terra) . Si dice comunemente che entrambe le isole siano l'isola di Pasqua.
Quando Hau-Maka si svegliò, lo disse al re. Il re ordinò quindi a sette uomini di recarsi sull'isola da Hiva, la loro mitica casa, per indagare. Hanno trovato la terra e sono tornati a Hiva. Il re stesso si recò quindi sulla nuova isola. Il re viaggiò con la sua regina, Vakai (Vakai-a-hiva).

#### Seconda versione
La leggenda dice che l'Ariki (re) Hotu Matu'a viveva in un bellissimo continente chiamato Hiva. Una notte in sogno ha ricevuto un messaggio che la sua terra sarebbe sprofondata e che aveva bisogno di trovare un posto dove portare la sua gente. Seguendo un saggio consiglio dei veggenti, Hotu Matu'a inviò sette esploratori verso il sole del mattino, alla ricerca di una terra favorevole per vivere e coltivare patate dolci (un alimento base nella loro alimentazione).
Dopo diversi giorni di navigazione, i sette esploratori arrivarono su un'isola piccola e disabitata che sembrava abbastanza fertile per vivere. Si dice che oltre agli ignami, gli esploratori abbiano portato con sé un moai e una collana di madreperla, e che questa sia stata abbandonata quando sono tornati a Hiva, lasciando sull'isola un solo esploratore.
Qualche tempo dopo, Hotu Matu'a arrivò sull'isola su due grandi navi con il suo entourage, composto da sua moglie, sua sorella e altre 100 persone. Da allora l'isola è stata chiamata Te pito o te henua.
Questa leggenda è il motivo per cui alcuni ricercatori affermano che quando Hotu Matu'a arrivò sull'isola di Pasqua, era già abitata e che trovò patate dolci e diverse statue moai in piedi. Alcuni credono che i sette esploratori rappresentino le sette generazioni o tribù che hanno abitato il luogo, di cui solo una è sopravvissuta e si è mescolata con la gente di Hotu Matu'a.
Questi sette esploratori sono rappresentati dai sette moai che si trovano ad Ahu Akivi.

### Leggenda degli "hanau epe" e degli "hanau momoko"
Un altro mito di Rapa Nui dice che dopo l'arrivo dei polinesiani, un'altra controversa immigrazione arrivò sull'isola le cui caratteristiche razziali differivano dalle caratteristiche dei nativi. I nuovi arrivati erano più robusti ed erano conosciuti come "Hanau E'epe" o "razza larga", contrariamente agli Hanau Momoko o "razza sottile".
Alcune versioni dicono che gli "Hanau E'epe" avevano i lobi delle orecchie molto sviluppati e li collegano agli Inca, a differenza degli Hanau Momoko che non presentava quel tratto, a causa della loro eredità polinesiana.
Tuttavia, altri ricercatori affermano che la differenza tra i due gruppi era basata fondamentalmente sul loro fisico e per questo motivo, gli "Hanau E'epe" costituivano la classe operaia mentre gli Hanau Momoko, i più magri, erano la tribù o la classe dominante. Per loro, l'allungamento del lobo dell'orecchio (tratto caratteristico del moai) non era altro che una pratica comune in molte culture in tutto il mondo e quello che è successo è stato che a un certo punto della storia, la parola E'epe si è mescolata con la parola Rapanui 'Epe, che significa lobo dell'orecchio, ha dato vita alla leggenda delle "orecchie lunghe" e delle "orecchie corte".

#### Leggenda alternativa: La guerra
una leggenda racconta che entrarono in conflitto. Si verificò una battaglia decisiva che portò alla sconfitta e allo sterminio degli Hanau Epe. Secondo la leggenda, si suppone che questi eventi siano avvenuti tra il XVI e il XVIII secolo, probabilmente alla fine del XVII secolo.

### Leggenda di Aku-Aku (Aku-Aku e Tu'u koihu)
La leggenda afferma che in un fatidico giorno, l'ariki Tu'u Koihu, il figlio maggiore di Hotu Matu'a, stava facendo una passeggiata di mezzanotte a Puna Pau quando trovò due spiriti, o aku aku, addormentati di fronte a lui. Ad uno sguardo più attento, notò che avevano corpi scheletrici e decise di andarsene e lasciarli. Tuttavia, li ha svegliati mentre cercava di scappare, quindi l'aku aku lo ha inseguito per paura che avrebbe detto a qualcuno quello che aveva visto.
Tu'u Koihu negò di averli visti ma gli spiriti non gli credettero e lo sorvegliarono per due giorni e due notti. Vedendo che non lo diceva a nessuno, se ne andarono. Una volta liberato dagli spiriti, l'ariki tornò al villaggio "Tore Ta'hana",  entrò in una capanna e scolpì in un pezzo di legno toromiro le due figure disincarnate degli aku aku che aveva visto (Moai Kavakava). Questo era il mezzo di comunicazione che Ariki aveva trovato per raccontare al mondo ciò che aveva visto.
Questa era, secondo la tradizione, l'origine dei Kava Kava (“statue con nervature”) che gli isolani usavano scolpire nel legno e appendere all'interno delle loro porte d'ingresso per tenere lontani gli spiriti maligni.

### Leggenda del teschio
Quando l′umanità non era ancora civilizzata viveva una sacerdotessa che faceva da guardiana a un teschio che stava su uno scoglio.
Un giorno le onde del mare portarono via il teschio e la sacerdotessa si mise a cercarlo.
La sacerdotessa incontrò la Dea Haua e le disse che stava cercando un teschio. Haua le spiegò che il teschio era il suo compagno, Make Make.
Poi la sacerdotessa tornò dagli uomini per insegnare loro come venerare gli Dei.

### Leggenda di Uoke "Puku-Puhipuhi"
La leggenda dice che Rapa Nui (Isola di Pasqua) era un tempo un territorio di dimensioni simili a un continente che si estendeva vicino a un'altra grande massa terrestre, "Puku-Puhipuhi". Uoke con la sua leva si alzò e affondò Rapa Nui mentre "" si abbassò e si alzò. La divinità si è divertita in questo compito, quando, nel momento in cui Rapa Nui era quasi completamente sepolto e "Puku-Puhipuhi" era alla sua massima elevazione, la sua leva si è rotta improvvisamente. Solo per questo, emergendo oggi, isolato nell'Oceano Pacifico, è una piccola porzione di Rapa Nui; la parte dove un tempo si trovavano le loro montagne più alte e quindi la maggior parte di quella che una volta era la grande terra di Rapa Nui è ora sommersa mentre il continente di "Puku-Puhipuhi" è sopra la linea di galleggiamento. Nella mitologia, Rapa Nui, Uoke e la sua leva sono anche responsabili della distruzione della casa ancestrale del gruppo etnico sulla mitica isola di Hiva. Anche se le versioni raccolte del mito sottolineano anche che Uoke era in piedi su Hiva quando ha rotto il suo bastone, lasciando Rapa Nui quasi completamente sott'acqua.

### Leggenda delle "Case Paenga"
Secondo la leggenda, le case Paenga non erano un'invenzione molto propria della cultura dell'isola di Pasqua, ma erano, come molte altre utili realizzazioni di Hotu Matua , il mitico padre fondatore, dall'isola di Hiva in poi portato all'Isola di Pasqua. Tra i seguaci di Hotu Matua c'era un uomo di nome Nuku Kehu, il leggendario primo capomastro dell'isola di Pasqua.